# Wagram (Métro Paris)
Der U-Bahnhof Wagram [vaɡʁam] ist eine unterirdische Station der Linie 3 der Pariser Métro.

## Lage
Die Station befindet sich im Quartier de la Plaine-de-Monceaux des 17. Arrondissements von Paris. Sie liegt längs unter der Avenue de Villiers zwischen deren Kreuzungen mit der Rue Jouffroy d’Abbans und der Avenue de Wagram.

## Name
Namengebend ist die Avenue de Wagram, die nach der Schlacht bei Wagram benannt ist. Auf dem Marchfeld besiegte am 6. Juli 1809 Napoleons Armee nahe der niederösterreichischen Ortschaft Deutsch-Wagram die Truppen des Erzherzogs Karl von Österreich.

## Geschichte und Beschreibung

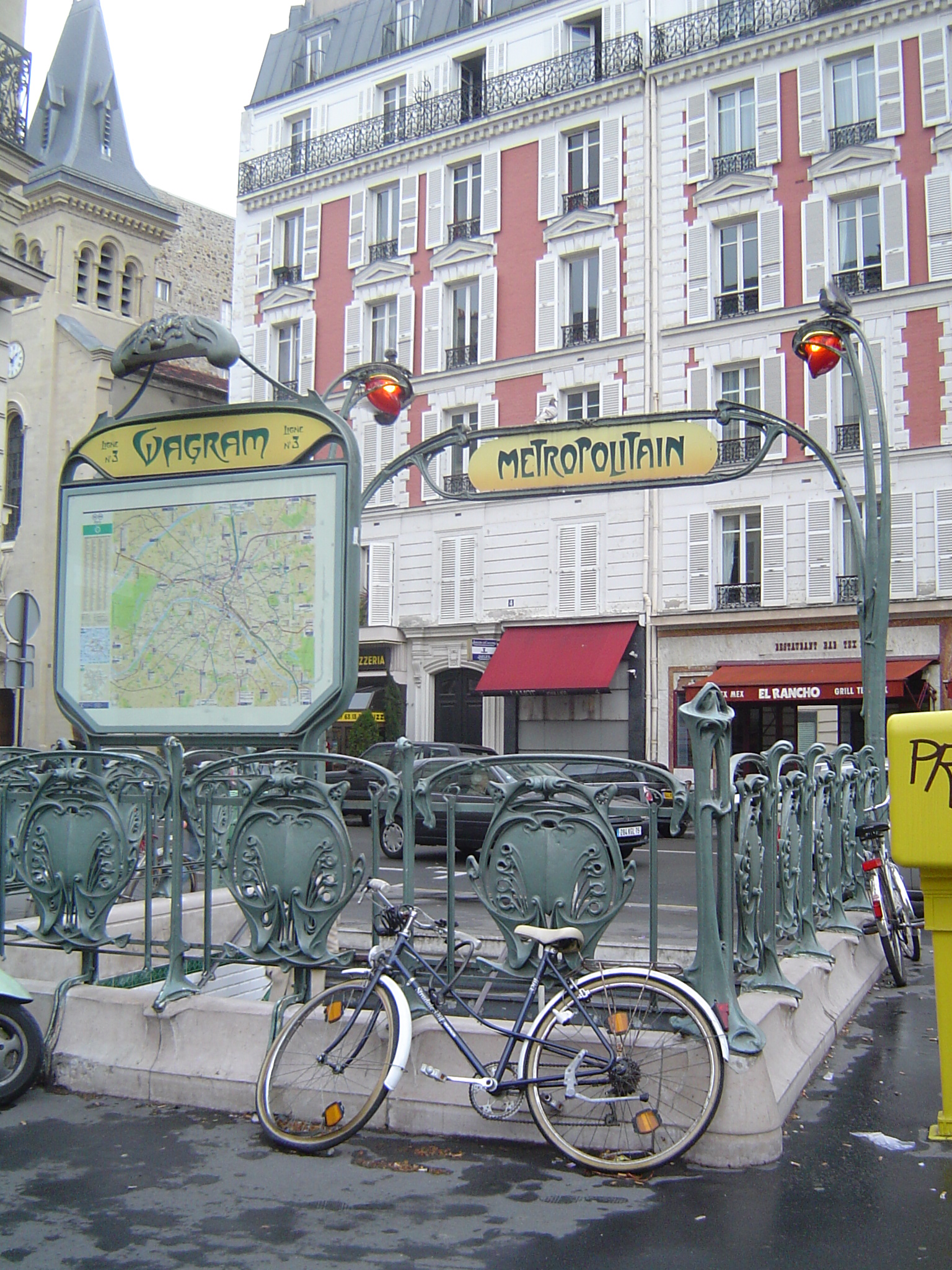
Von Hector Guimard gestalteter Art-nouveau-Zugang

Die Station wurde am 23. Mai 1910 von der Compagnie du chemin de fer métropolitain de Paris (CMP) mit der nordwestlichen Verlängerung der Linie 3 in Betrieb genommen. Diese wurde damals von der Station Villiers bis zur Station Pereire verlängert.
Die Station hat die ursprüngliche Pariser Standardlänge von 75 m. Unter einem elliptischen Deckengewölbe weist sie Seitenbahnsteige an zwei parallelen Streckengleisen auf, die Seitenwände folgen der Krümmung der Ellipse. Die Wände sind weiß gefliest, die Decke ist weiß gestrichen.
In Höhe der Kreuzung mit der Rue Jouffroy d’Abbans befindet sich an der Einmündung der Rue Brémontier der einzige Zugang. Er weist das von Hector Guimard entworfene Art-nouveau-Dekor auf und steht seit 2016 unter Denkmalschutz. Unweit davon existiert in der Avenue de Wagram ein Ausgang mit Rolltreppe, der nur vom stadtauswärtigen Bahnsteig aus zugänglich ist.

## Fahrzeuge
Die Linie 3 wurde von Anfang an mit vierachsigen Fahrzeugen auf Drehgestellen ausgestattet. Sie wurden später durch Sprague-Thomson-Züge ersetzt, die dort bis 1967 verkehrten. In jenem Jahr erhielt die Linie 3 als erste die neue, klassisch auf Stahlschienen laufende Baureihe MF 67. Die zwischen 2005 und 2008 renovierten Züge sind dort im Jahr 2024 nach wie vor im Einsatz.